# 紫宸殿 (大明宮)

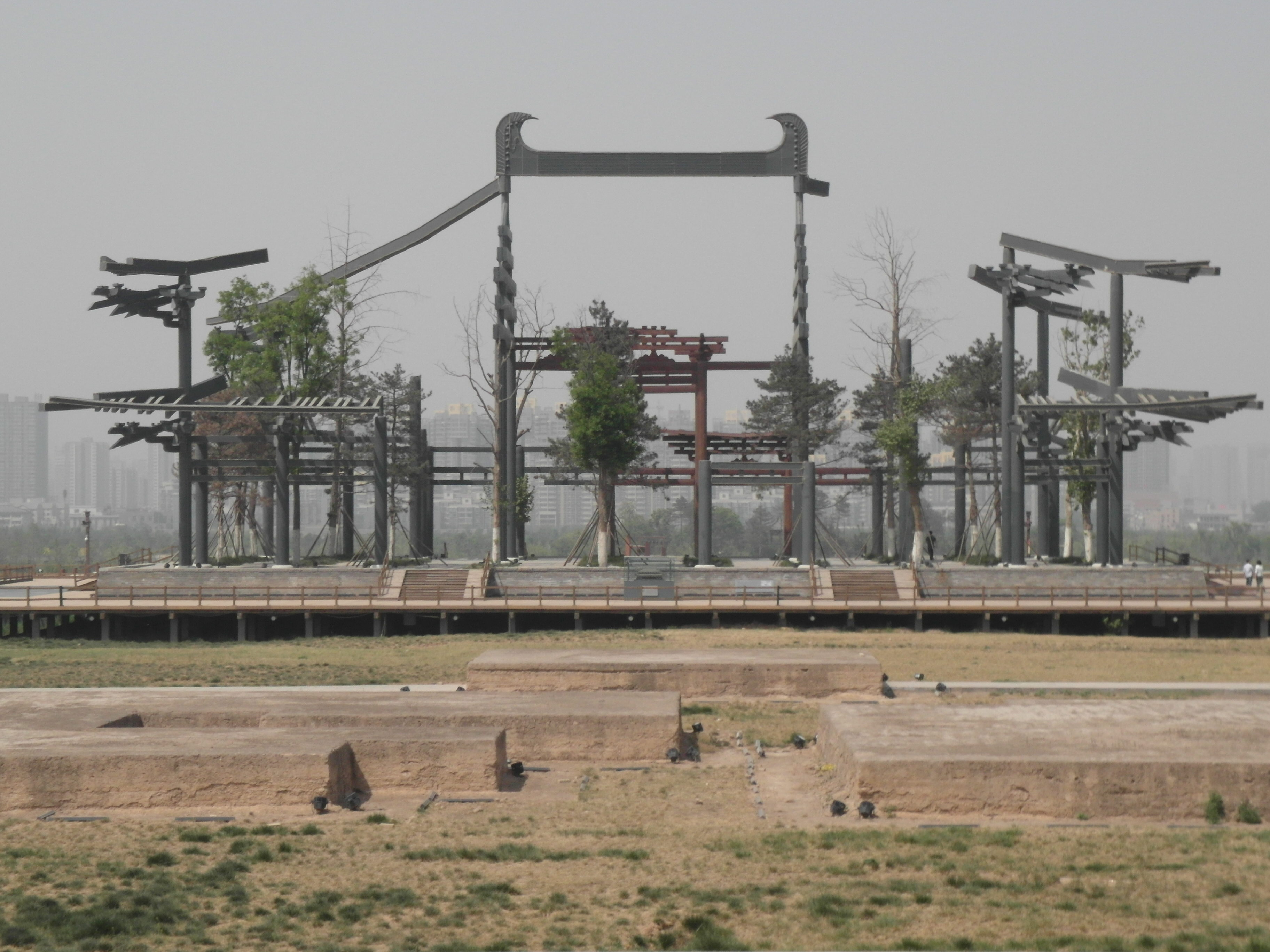
紫宸殿遗址

紫宸殿是唐代長安城大明宮建筑群中轴线上第三座大殿，位于宣政殿以北95米处的寝区内，为皇帝日常办公的场所，称为“内朝”，群臣在这里朝见皇帝，称之为“入阁”。
该殿的地位仅次于含元殿及宣政殿，与前两者共同组成唐代大明宫的三大殿，其性质与明清故宫中的外朝三大殿类似。